# Coffea racemosa
Coffea racemosa är en måreväxtart som beskrevs av João de Loureiro. Coffea racemosa ingår i släktet Coffea och familjen måreväxter. Inga underarter finns listade i Catalogue of Life.